# هارالد نیلسن
هارالد نیلسن (دانمارکی: Harald Nielsen) (زادهٔ ۲۶ اکتبر ۱۹۴۱ – درگذشتهٔ ۱۱ اوت ۲۰۱۵) یک بازیکن فوتبال اهل دانمارک بود.

## باشگاهی
از باشگاه‌هایی که وی در آنها بازی کرده می‌توان به سمپدوریا، بولونیا، ناپولی، و اینتر میلان اشاره کرد.

## تیم ملی
وی همچنین در تیم ملی فوتبال دانمارک بازی کرده‌است.